# Anyphaenidae
Famille
Les Anyphaenidae sont une famille d'araignées aranéomorphes.

## Distribution

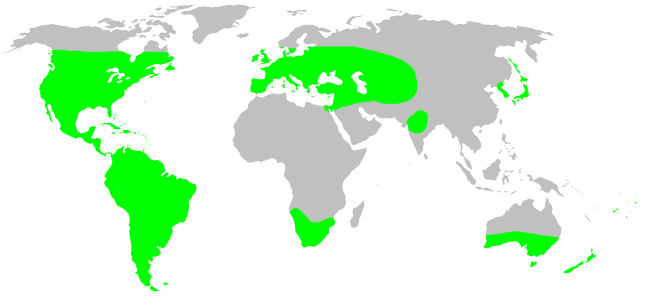
Distribution

Les espèces de cette famille se rencontrent en Amérique, en Europe, en Asie, en Afrique australe et en Océanie.

## Description
Ce sont des araignées frondicoles vivant d'ordinaire à la cime des arbres, mais aussi sur la végétation buissonneuse. Cette famille, très similaire aux Clubionidae, s'en distingue par son stigmate trachéen, qui est situé au milieu de l'abdomen et non pas près des filières. Elles pratiquent la chasse à l'affût.
Leur comportement sexuel est particulier. Face à la compagne désirée, le mâle fait vibrer très rapidement ses pattes, tout en tapant violemment son ventre sur la feuille qui les porte. Cette pratique leur a valu le nom d'araignées bourdonnantes, le son émis étant audible à l'oreille humaine. Une fois formé, le couple s'isole dans une loge de soie au creux d'une feuille.

## Paléontologie
Cette famille est connue depuis le Paléogène.

## Liste des genres
Selon World Spider Catalog (version 26, 28/04/2025) :
- Acanthoceto Mello-Leitão, 1944
- Aljassa Brescovit, 1997
- Amaurobioides O. Pickard-Cambridge, 1883
- Anyphaena Sundevall, 1833
- Anyphaenoides Berland, 1913
- Arachosia O. Pickard-Cambridge, 1882
- Araiya Ramírez, 2003
- Australaena Berland, 1942
- Axyracrus Simon, 1884
- Aysenia Tullgren, 1902
- Aysenoides Ramírez, 2003
- Aysha Keyserling, 1891
- Bromelina Brescovit, 1993
- Buckupiella Brescovit, 1997
- Coptoprepes Simon, 1884
- Eldar Oliveira & Brescovit, 2025
- Ferrieria Tullgren, 1901
- Gamakia Ramírez, 2003
- Gayenna Nicolet, 1849
- Gayennoides Ramírez, 2003
- Hatitia Brescovit, 1997
- Hibana Brescovit, 1991
- Iguarima Brescovit, 1997
- Ilocomba Brescovit, 1997
- Isigonia Simon, 1897
- Italaman Brescovit, 1997
- Jessica Brescovit, 1997
- Josa Keyserling, 1891
- Katissa Brescovit, 1997
- Lepajan Brescovit, 1993
- Lupettiana Brescovit, 1997
- Macrophyes O. Pickard-Cambridge, 1893
- Mesilla Simon, 1903
- Monapia Simon, 1897
- Negayan Ramírez, 2003
- Osoriella Mello-Leitão, 1922
- Otoniela Brescovit, 1997
- Oxysoma Nicolet, 1849
- Patrera Simon, 1903
- Phidyle Simon, 1880
- Philisca Simon, 1884
- Pippuhana Brescovit, 1997
- Rathalos Lin & Li, 2022
- Sanogasta Mello-Leitão, 1941
- Selknamia Ramírez, 2003
- Shuyushka Dupérré & Tapia, 2016
- Sillus F. O. Pickard-Cambridge, 1900
- Sinophaena Lin & Li, 2021
- Tafana Simon, 1903
- Tasata Simon, 1903
- Temnida Simon, 1896
- Teudis O. Pickard-Cambridge, 1896
- Thaloe Brescovit, 1993
- Timbuka Brescovit, 1997
- Tomopisthes Simon, 1884
- Umuara Brescovit, 1997
- Wulfila O. Pickard-Cambridge, 1895
- Wulfilopsis Soares & Camargo, 1955
- Xiruana Brescovit, 1997

## Systématique et taxinomie
Cette famille a été décrite par Bertkau en 1878.
Elle rassemble 650 espèces dans 59 genres.

## Publication originale
- Bertkau, 1878 : « Versuch einer naturlichen Anordnung der Spinnen, nebst Bemerkungenzueinzelnen Gattungen. » Archiv für Naturgeschichte, vol. 44, p. 351-410.